# Circuit Internacional de Buddh
El Circuit Internacional de Buddh (en anglès, Buddh International Circuit), situat a Greater Noida -prop de Delhi-, a l'estat d'Uttar Pradesh (Índia), és un circuit de curses dissenyat per Hermann Tilke que es va inaugurar el 2011. Va acollir les tres edicions del Gran Premi de l'Índia de Fórmula 1 (del 2011 al 2013) i des del 2023 acull el Gran Premi de l'Índia de motociclisme.
El nom del circuit ve de Siddharta Gautama, més conegut com a Buda (en anglès, Buddha), que és alhora el nom del districte d'Uttar Pradesh al qual pertany Greater Noida, Gautam Buddha Nagar.

## Història

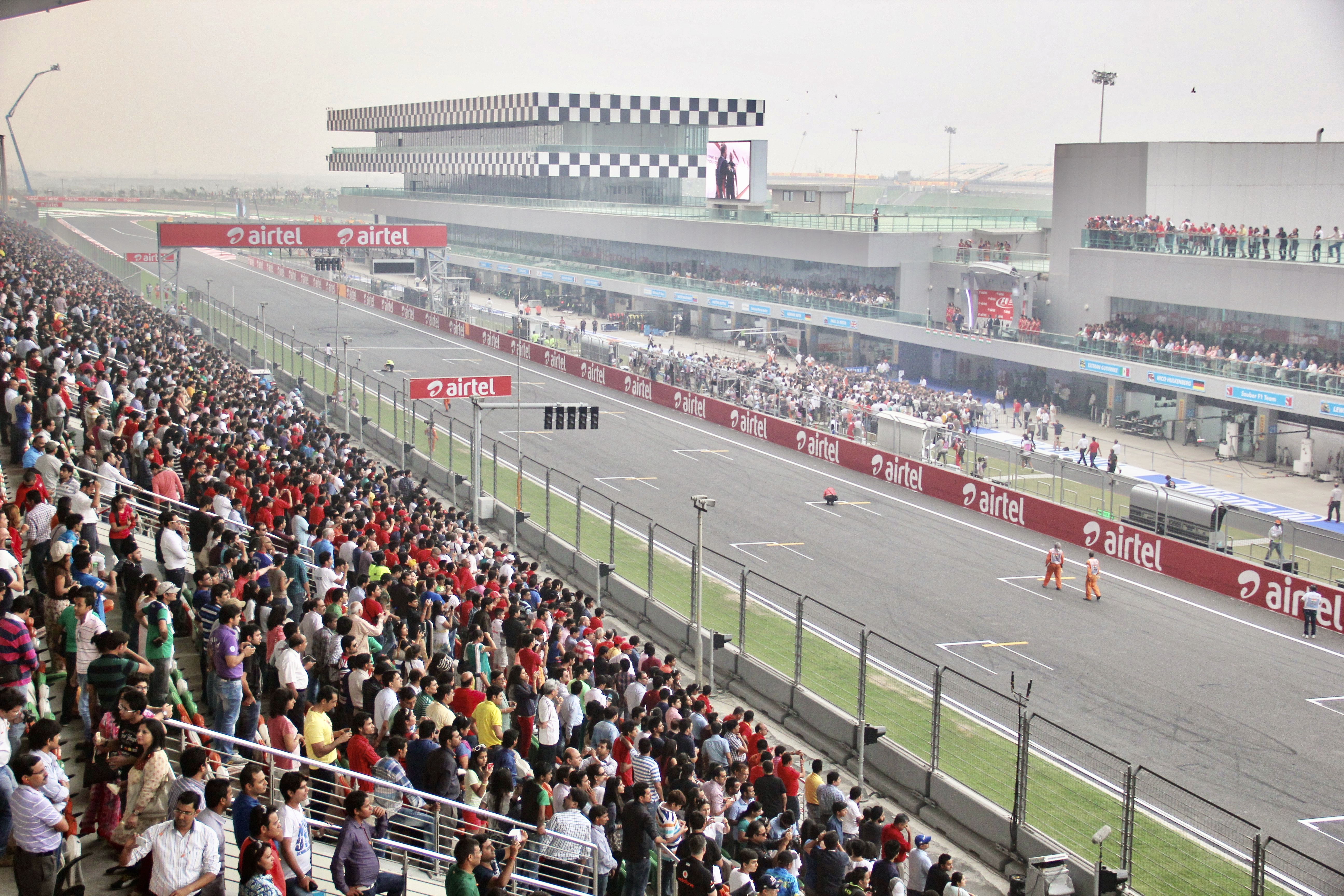
L'ambient del GP de F1 del

El juliol de 2007 es va proposar celebrar una cursa de Fórmula 1 a Greater Noida durant el campionat del 2009. Al setembre es van comparar dos llocs: Sohna, a Haryana, i Greater Noida com a possibles seus per a acollir un Gran Premi el 2010. El mes següent, els administradors de la Fórmula 1 van pagar 1.600 milions de rupies a JPSK Sports Private Limited per a construir un circuit de Fórmula 1 a Noida. JPSK és una empresa dirigida per Jaiprakash Associates (74%) i Sumeer Kalmadi (fill de Suresh Kalmadi, president del Comitè Olímpic Indi), propietari alhora de Sulba Realty Private Limited (13%) i Trackwork International Pvt Ltd (13%), amb seu a Delhi. Les inicials "SK" dins l'acrònim JPSK són una clara referència a Sumeer Kalmadi.
Un cop construït, el circuit es va conèixer inicialment com a Jaypee Group Circuit o Jaypee International Race Circuit (on "Jaypee" venia de "Jaiprakash") fins que, a l'abril de 2011, es va anomenar oficialment "Buddh International Circuit". Segons Sameer Gaur, gerent de Jaypee Sports International, el nom deriva de la paraula "Buda" i indica pau i tranquil·litat.
La FIA va programar el Gran Premi de l'Índia per a l'octubre del 2011. El circuit es va inaugurar el 18 d'octubre, aproximadament dues setmanes abans de la cursa, i el primer cotxe de Fórmula 1 a recórrer-ne la pista va ser un Red Bull RB5 conduït pel suís Neel Jani.

## Característiques

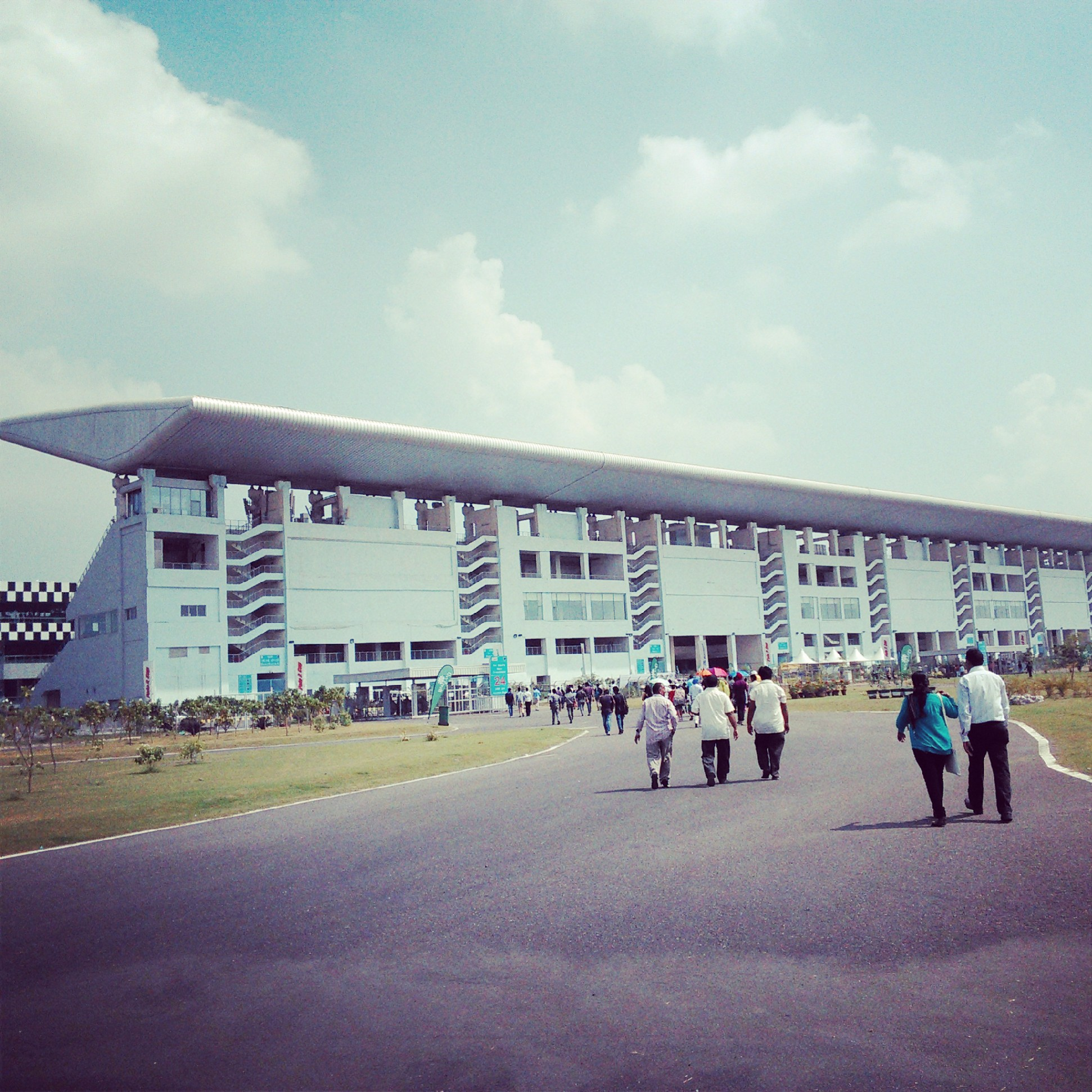
Un dels accessos al circuit

La pista té una longitud de 5,125 km i l'aforament del recinte és de 110.000 espectadors.
El circuit forma part d'una zona esportiva de més de 1.000 ha anomenada Jaypee Greens Sports City que inclou un estadi de criquet de 100.000 places, un camp de golf de 18 forats, un estadi esportiu d'hoquei de 25.000 places i una acadèmia d'esports. El cost del complex es va estimar en 4.000 crores, generant una facturació anual de més de 125 milions d'euros i donant feina a una plantilla de 10.000 treballadors.
Segons algunes fonts (després desmentides pels fets) el circuit hauria d'haver estat el segon més ràpid del mundial després del de Monza i el projecte es va enviar als equips de Fórmula 1 amb l'objectiu de recollir suggeriments sobre com modificar-lo per a millorar-hi els avançaments. Això va comportar alguns canvis menors a l'abril del 2010: es van eliminar els set revolts previstos en el disseny original i es va ampliar el traçat dels revolts 3, 4 i 16 per tal de permetre als conductors d'establir diferents trajectòries.